# Aardbeving Turkije maart 2010
De aardbeving in Turkije op 8 maart 2010 was een zware aardbeving die zich voordeed om 04:32 lokale tijd. De beving met een kracht van 6,0 op de schaal van Richter vond plaats op 10 kilometer diepte in de Oost-Anatolische Breuk, dicht bij de stad Elazığ. Het precieze epicentrum van de aardbeving was bij Basyurt in de provincie Elazığ. Er kwamen minstens 51 mensen om het leven en er vielen minstens 74 gewonden. Veel mensen lagen te slapen ten tijde van de aardbeving.
Volgens de regering zijn de meeste van de doden gevallen in drie dorpen: Okcular, Yukari Kanatli en Kayali. Doden werden aangetroffen in ten minste vijf of zes dorpen.

## Okcular
Bij een ineenstorting van dertig huizen kwamen hier ten minste 17 mensen om het leven. Het dorp werd afgesloten voor verkeer zodat hulpdiensten hun weg makkelijk konden vinden. Families van de dorpelingen waren verzameld om te kunnen ontdekken wat er met hun familieleden is gebeurd.